# Gustaf Dalström (konstnär)
Gustaf Oscar Johannes Dalström, född 18 januari 1893 i Roma på Gotland, död 1971, var en svensk-amerikansk konstnär.
Han var son till stationskarlen Jacob Oscar Dalström och Joseph Alberta Amilia Johansson och från 1923 gift med Frances Foy. 
Dalström var bara åtta år gammal när han fick följa med en äldre syster till Amerika. Eftersom familjen hade släkt i Chicago var målet bestämt till den staden. Efter avslutad skolgång sökte han 1914 in på The Art Institute of Chicago. Han gjorde en studieresa genom Europa 1927–1928 och besökte bland annat Sverige, Tyskland, Frankrike och Italien. Han medverkade i samlingsutställningar både i Sverige och USA bland annat i den svensk-amerikanska konstutställningen som arrangerades i samband med jubileumsutställningen 1923 i Göteborg samt utställningarna Painting and Sculpture from 16 American Cities 1934 och Four American
Traveling 1940 som visades på Museum of Modern Art i New York.
Bland hans offentliga arbeten märks tolv väggfresker i posthuset och rådhuset i St. Joseph, Missouri. Han har tilldelats ett flertal amerikanska utmärkelser.
Dalström är representerad vid Smålands museum i Växjö och Smithsonian American Art Museum